# Didier Deschamps
Didier Deschamps (født 15. oktober 1968) er en tidligere fransk fodboldspiller og nuværende fodboldtræner for Frankrigs fodboldlandshold. 
Han nåede  i perioden 1989-2000 at spille ikke mindre end 103 landskampe med fire scoringer. På klubplan spillede han fra 1989-1994 for en række franske hold, men var engageret hos Juventus fra 1994-1999. Han repræsenterede den engelske klub Chelsea F.C. fra 1999-2000 og det spanske hold Valencia CF fra 2000-2001. Deschamps er den blot tredje træner i historien, der har vundet VM som både spiller og træner. Derudover har Deschamps som den første nogensinde både stået i en VM-, EM-, og Champions League-finale som både spiller og træner.
Han var cheftræner for det franske hold Monaco FC fra 2001 til september 2005 hvor han stoppede på grund af en dårlig start på sæsonen og uoverensstemmelser med klubbens præsident.
I juni 2006 overtog Didier Deschamps trænersædet i Juventus. Deschamps lignede en mand der havde alt under kontrol i Juventus, hvilket blev understreget den 19. maj 2007 hvor Deschamps og Juventus med en 5-1 sejr over Arezzo fik Juventus tilbage i den bedste italienske række Serie A.[kilde mangler] Blot en uge efter at Deschamps havde rykket op med Juventus valgte Deschamps dog at stoppe i Juventus. Rygterne gik på at han også i Juventus kom i uoverensstemmelser med klubbens ledelse, hvilket klubben dog selv har afvist.
Der skulle gå to år før Deschamps igen var at finde på en trænerbænk. Deschamps blev i maj 2009 udnævnt som cheftræner for Marseille. Deschamps blev enige med Marseille om at forlade klubben 2. juli 2012 efter en dårlig sæson hvor klubben endte på en skuffende 10. plads i ligaen.[kilde mangler]
Ugen efter Deschamps havde forladt Marseille blev han præsenteret som ny landstræner for Frankrig. En stilling han stadig bestrider i dag. Deschamps var træner for det franske landshold, da franskmændene genvandt VM-titlen i 2018.